# Хан-Песак (громада)
Хан-Песак (серб. Општина Хан Пијесак) — боснійська громада, розташована в регіоні Істочно-Сараєво Республіки Сербської. Адміністративним центром є місто Хан-Песак.